# 第1届六国集团峰会
1975年11月15日至17日，首届G6峰会在法国朗布依埃召开。峰会会议地址位于巴黎附近的朗布依埃城堡。
六国集团（G6）作为一个非官方论坛，齐聚了最富有的六个工业化国家的首脑：法国、西德、意大利、日本、英国和美国。 该峰会以及后续其他会议，并没有想和更广泛的国际组织建立正式联系；实际上，法国总统和西德总理联合提出G6峰会的初衷之一就是对其他国际会议拘谨的形式的失望和反对。
随后的峰会，作为一系列年度会议，被称为七国集团会议（G7），而后又有八国集团会议（G8）， 而这些会议正是在六国集团会议这一非正式聚会的推动下产生的。

## 峰会领导人
这一非官方论坛让法国、德国、意大利、日本、英国和美国的领导人有机会彼此了解。

### 核心G6成员
峰会的参与者自视为“核心”工业化国家的代表：
| 核心G6成员 东道主国家及领导人以粗体文字标示。 |        |                      |          |
| 成员                                          | 成员   | 代表                 | 职务     |
| 法國                                          | 法国   | 瓦勒里·季斯卡·德斯坦 | 總統     |
| 德国                                          | 西德   | 赫尔穆特·施密特      | 德国总理 |
| 義大利                                        | 意大利 | 阿尔多·莫罗          | 总理     |
| 日本                                          | 日本   | 三木武夫             | 首相     |
| 英国                                          | 英国   | 哈羅德·威爾遜        | 首相     |
| 美国                                          | 美国   | 杰拉尔德·福特        | 總統     |

## 议题
峰会旨在解决各成员国之间的分歧，实际上，也使各成员国有机会在面对艰难的经济问题决策时相互鼓励。当年的朗布依埃面对 20世纪30年代以来最严重的衰退很难给出简单的答案；然而随后的首次G8峰会主题将在国际议程中停留几十年。这些主题是：避免保护主义，能源依赖和促进增长。
峰会的议题包括：
- 寻求对国际经济的观点和进行有成效的意见交换
- 民主的政治责任与经济责任
- 相互依存的增长以及国际合作的养成
- 通货膨胀和能源危机
- 失业和经济复苏
- 促进国际贸易 增长
- 货币稳定
- 多边贸易谈判
- 与苏联及东欧集团的经济关系
- 与发展中国家的合作关系及增进对其理解
- 国际经济合作会议
- 通过国际组织 进行合作

## 陈列室

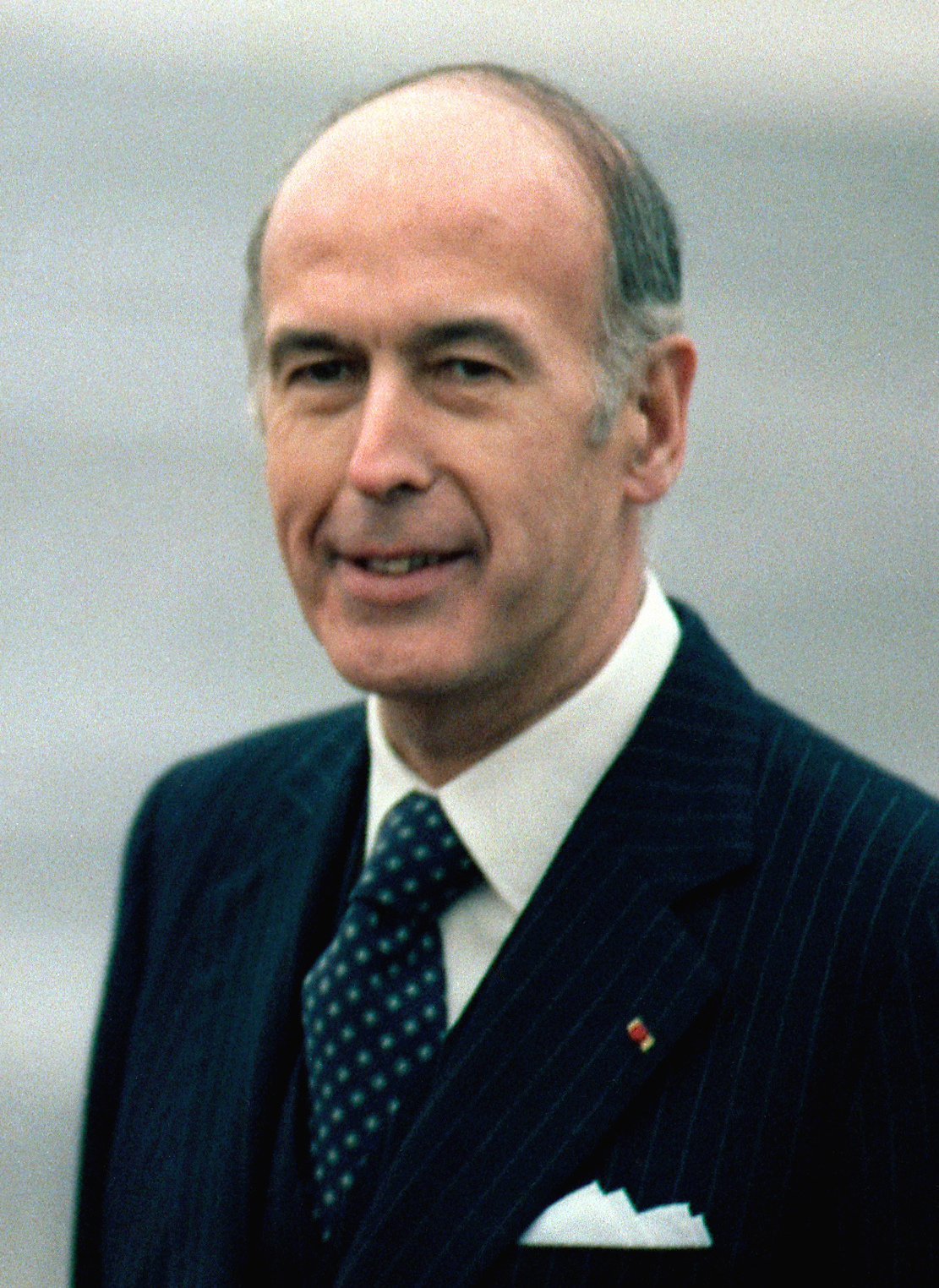
法国 法国总统瓦勒里·季斯卡·德斯坦
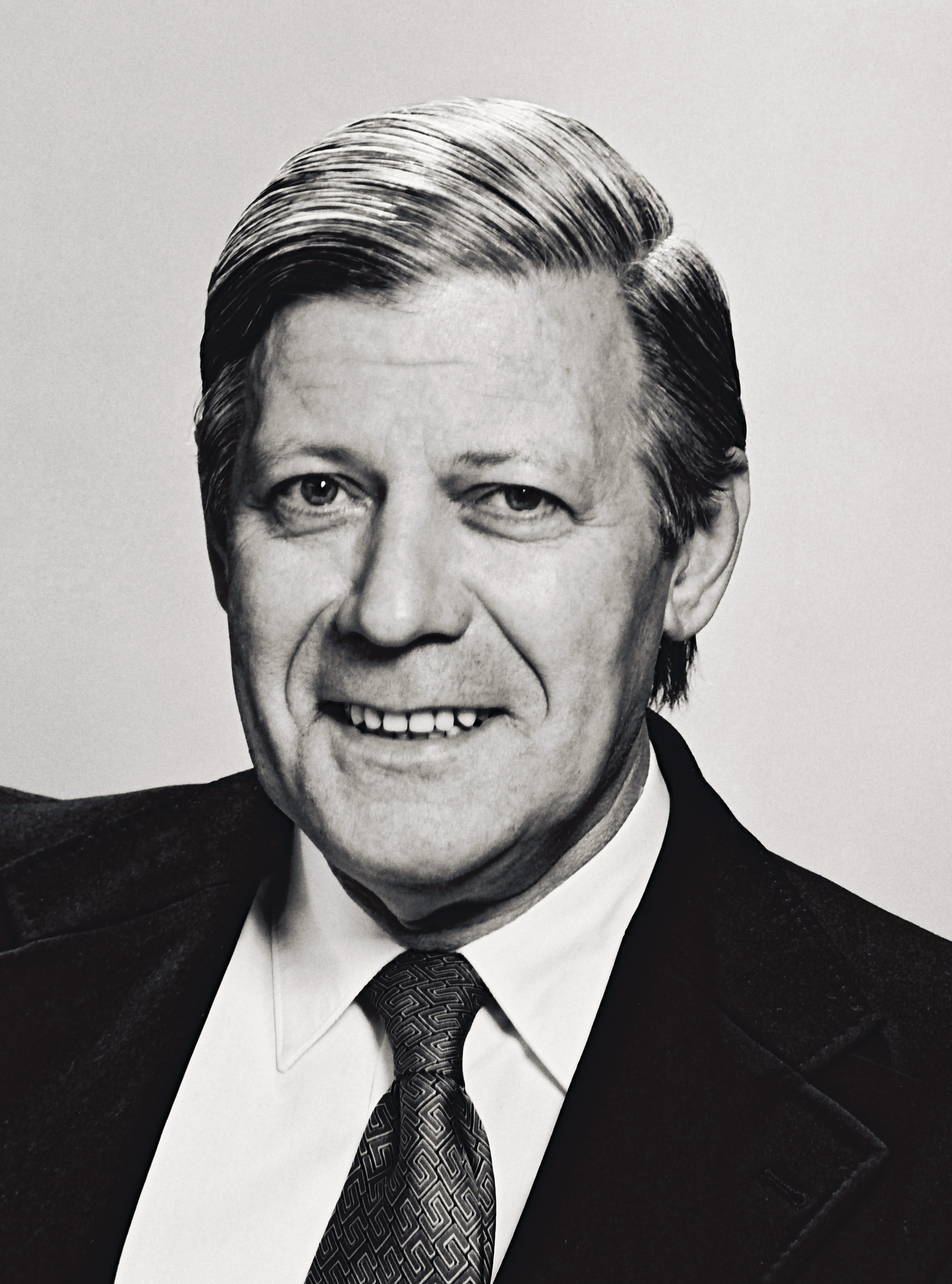
德国 德国总理赫尔穆特·施密特
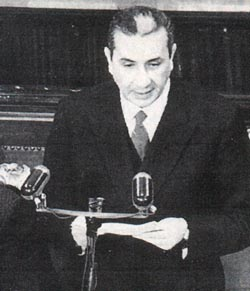
意大利 意大利总理阿尔多·莫罗
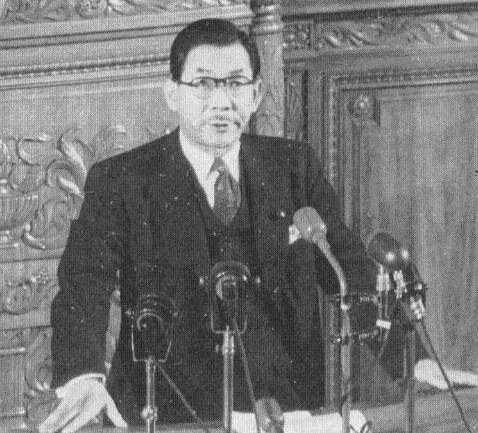
日本 日本首相三木武夫
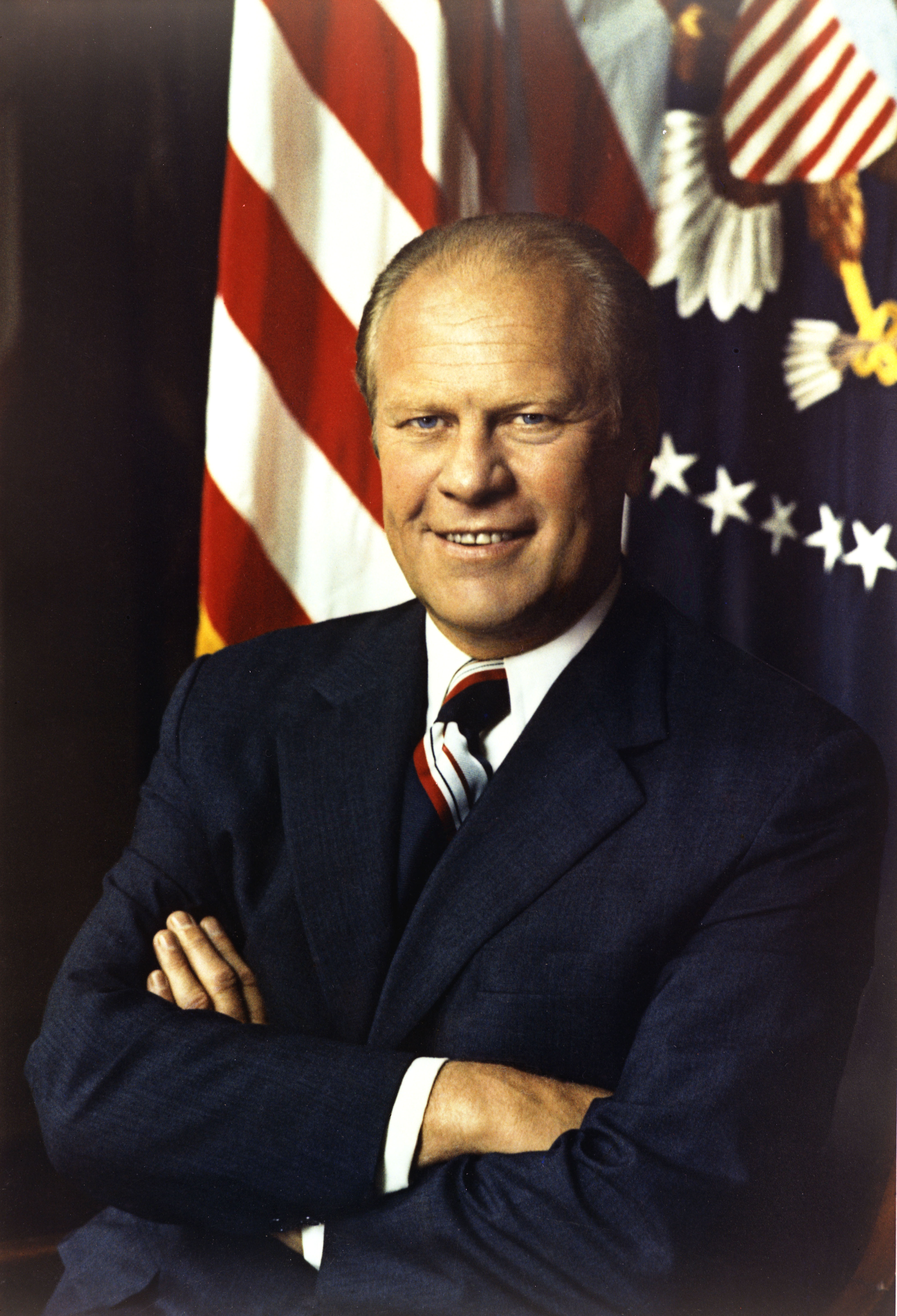
美国 美国总统杰拉尔德·福特